# IWI ACE
IWI ACE oder auch Galil ACE (Abk. ACE) bezeichnet eine Familie von Gewehren, die in Israel entwickelt wurde.

## Geschichte
Ausgangspunkt der Entwicklung war das Galil-Gewehr. Obwohl robust und zuverlässig war es doch zu aufwändig herzustellen und vor allem zu schwer. Das war auf die umfangreiche Verwendung von Frästechniken zurückzuführen. Die überarbeitete Konstruktion wurde durch den Einsatz moderner Materialien leichter. Für Teile der Welt, die zuvor mit sowjetischen Rüstungsgütern ausgerüstet waren, wurden auch Varianten entwickelt, die die weit verbreitete russische Munition im Kaliber 7,62 × 39 mm verwenden. Auch im Bestand vorhandene AK-Magazine können weiterverwendet werden. 2014 entschied sich Vietnam, seine Streitkräfte schrittweise mit dem Galil ACE als Ordonnanzgewehr auszustatten.

## Konstruktion
Wie die Vorgänger-Modelle basiert die Waffe im Wesentlichen auf der Technik der bewährten Kalaschnikow-Gewehre. Auch hier kommt der von der AK/AKM bekannte Gasdrucklade-Mechanismus zur Anwendung. Anstatt das Gehäuse wie dort jedoch komplett auf Metallprägeverfahren umzustellen, wurden zur Gewichtseinsparung wo immer möglich Polymere als Werkstoffe eingesetzt. Feuerwahlhebel sind beidseitig vorhanden. Der Gehäusedeckel ist massiver als bei den meisten AK-Gewehren, sodass die Kimme dort montiert werden konnte (und nicht weiter vorn am Laufansatz). Das ermöglicht eine längere Visierlinie und damit eine präzisere Zielauffassung mit dem offenen Visier. Zudem befindet sich am Deckel eine Picatinny-Schiene, die die Montage optionaler Zielhilfen wie Teleskope oder Reflexvisiere erlaubt. Die hohe Passgenauigkeit des Deckels verhindert, dass auch nach vielfachem Zerlegen und Zusammenfügen der Waffe die Treffpunktlage vom Zielpunkt abweicht. An zusätzlichen Montageschienen am Vorderschaft können Zweibeine, Handgriffe oder Leuchten angebracht werden.
Abweichend von einer herkömmlichen AK ist der Ladehebel hier auf der linken Seite angebracht. Ein unter Federdruck stehender Staubschutzdeckel schließt sich mit jedem Ladezyklus und verhindert das Eindringen von Schmutz. Der Hülsenauswurf erfolgt wie gewohnt rechts. Die Schulterstütze ist ihrer Länge teleskopartig verstellbar, kann aber auch abgeklappt werden.

## Varianten
| Modell            | Gewicht (kg)      | Länge (mm)        | Lauflänge (mm)    | Magazinkapazität  |
| 5,56 × 45 mm NATO | 5,56 × 45 mm NATO | 5,56 × 45 mm NATO | 5,56 × 45 mm NATO | 5,56 × 45 mm NATO |
| ----------------- | ----------------- | ----------------- | ----------------- | ----------------- |
| ACE 21            | 3,0               | 730               | 216               | 35                |
| ACE 22            | 3,4               | 847               | 335               | 35                |
| ACE 23            | 3,6               | 976               | 463               | 35                |
| 7,62 × 39 mm      |                   |                   |                   |                   |
| ACE 31            | 3,0               | 730               | 216               | 30                |
| ACE 32            | 3,5               | 927               | 409               | 30                |
| 7,62 × 51 mm NATO |                   |                   |                   |                   |
| ACE 52            | 3,6               | 954               | 409               | 25                |
| ACE 53            | 3,8               | 1055              | 511               | 25                |

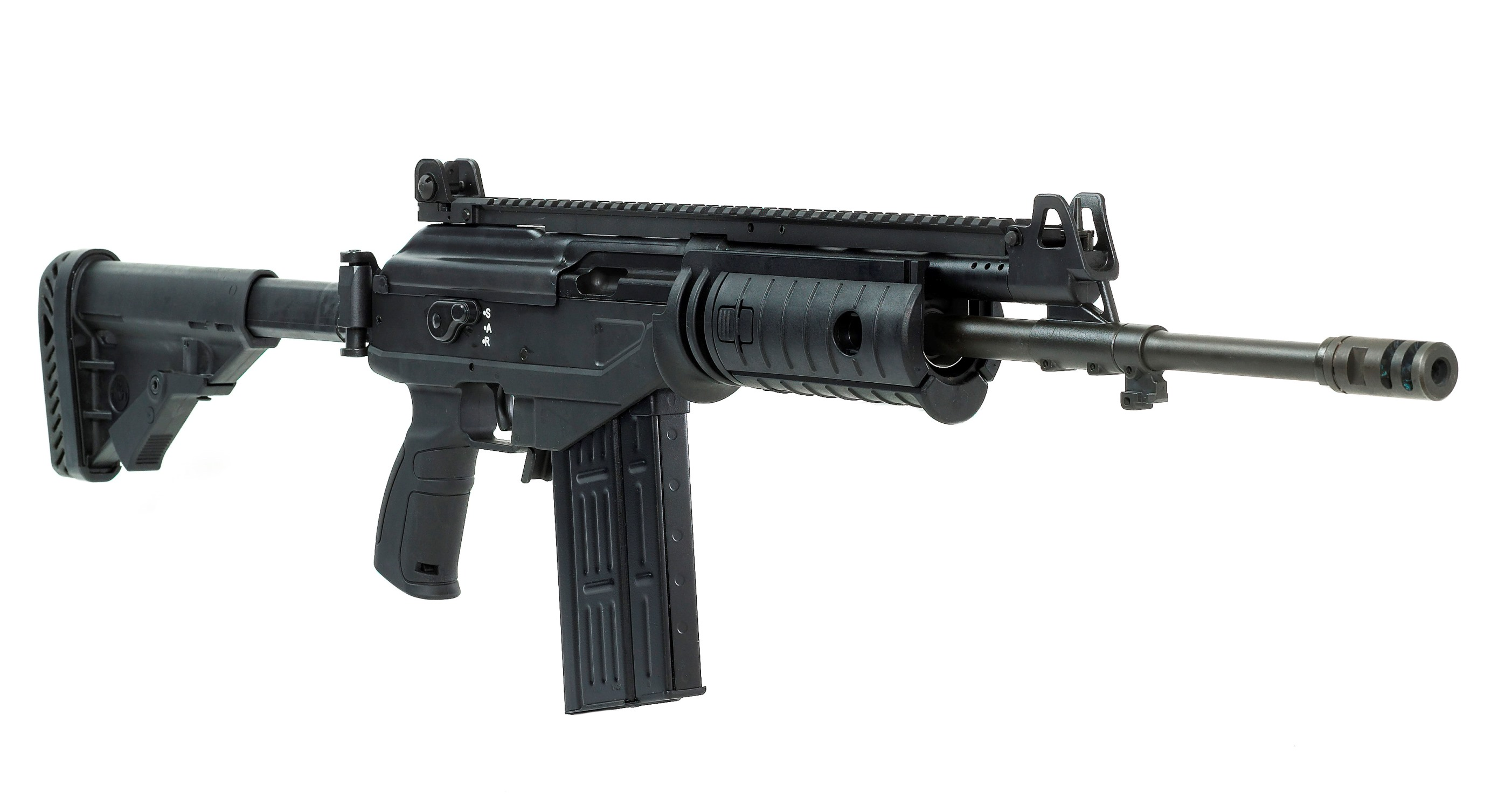
ACE 52 in 7,62 × 51 mm NATO mit 7,62-mm-Galil-Magazin
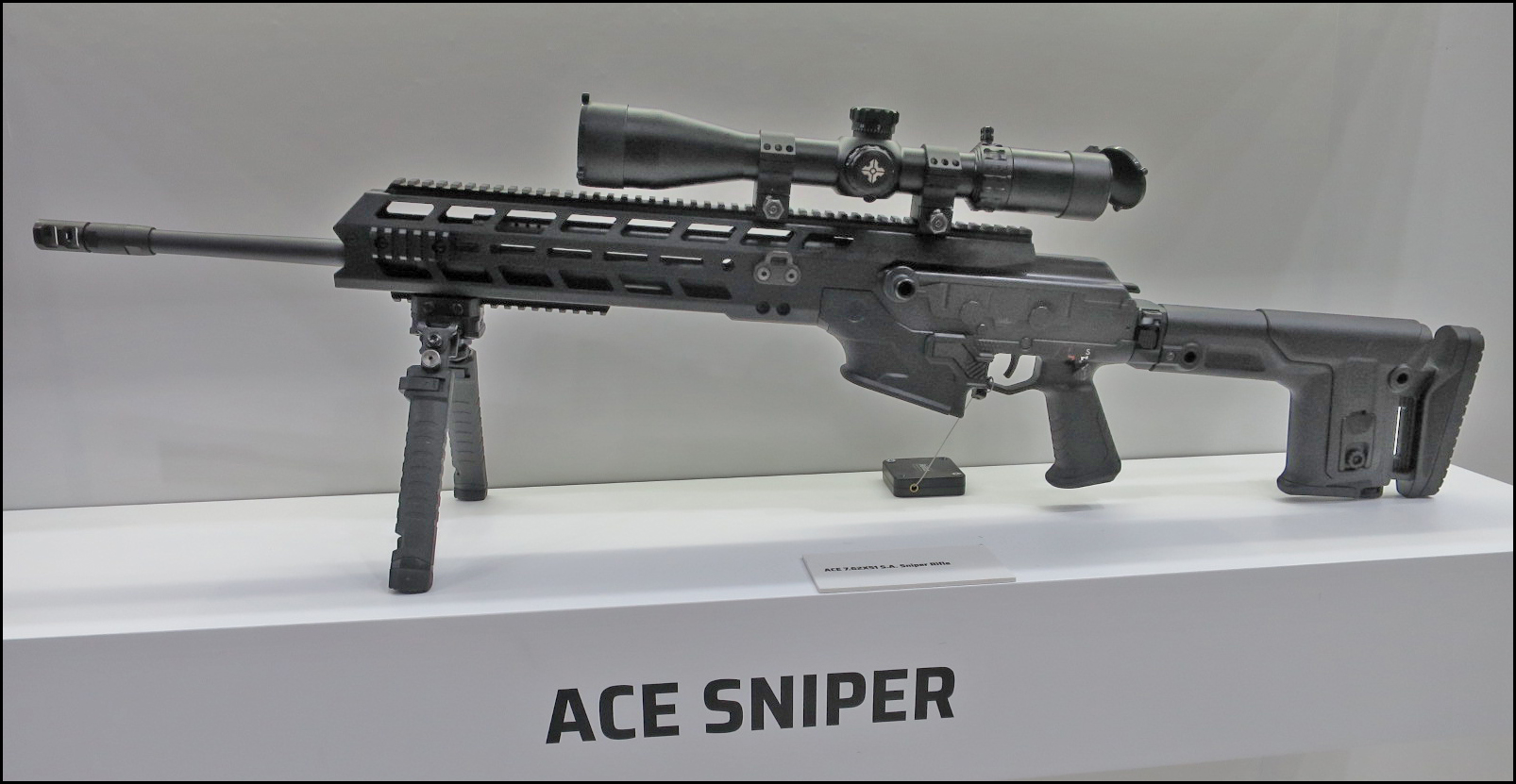
ACE Sniper in 7,62 × 51 mm NATO, verwendet SR-25-Magazin
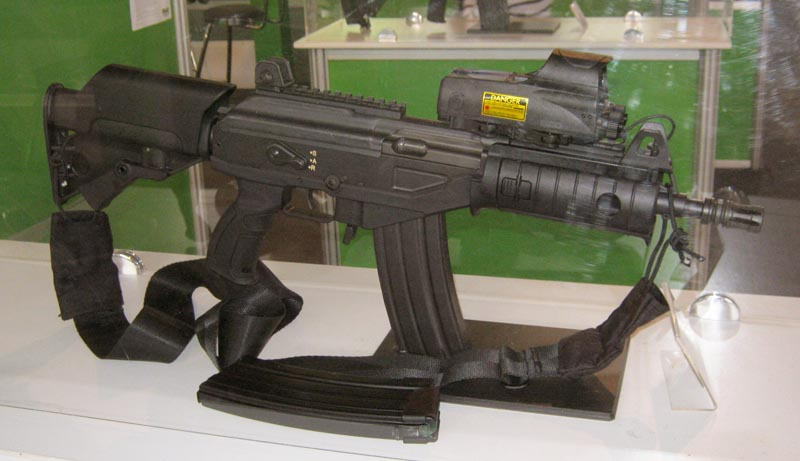
ACE 21 in 5,56 × 45 mm NATO mit 5,56-mm-Galil-Magazin
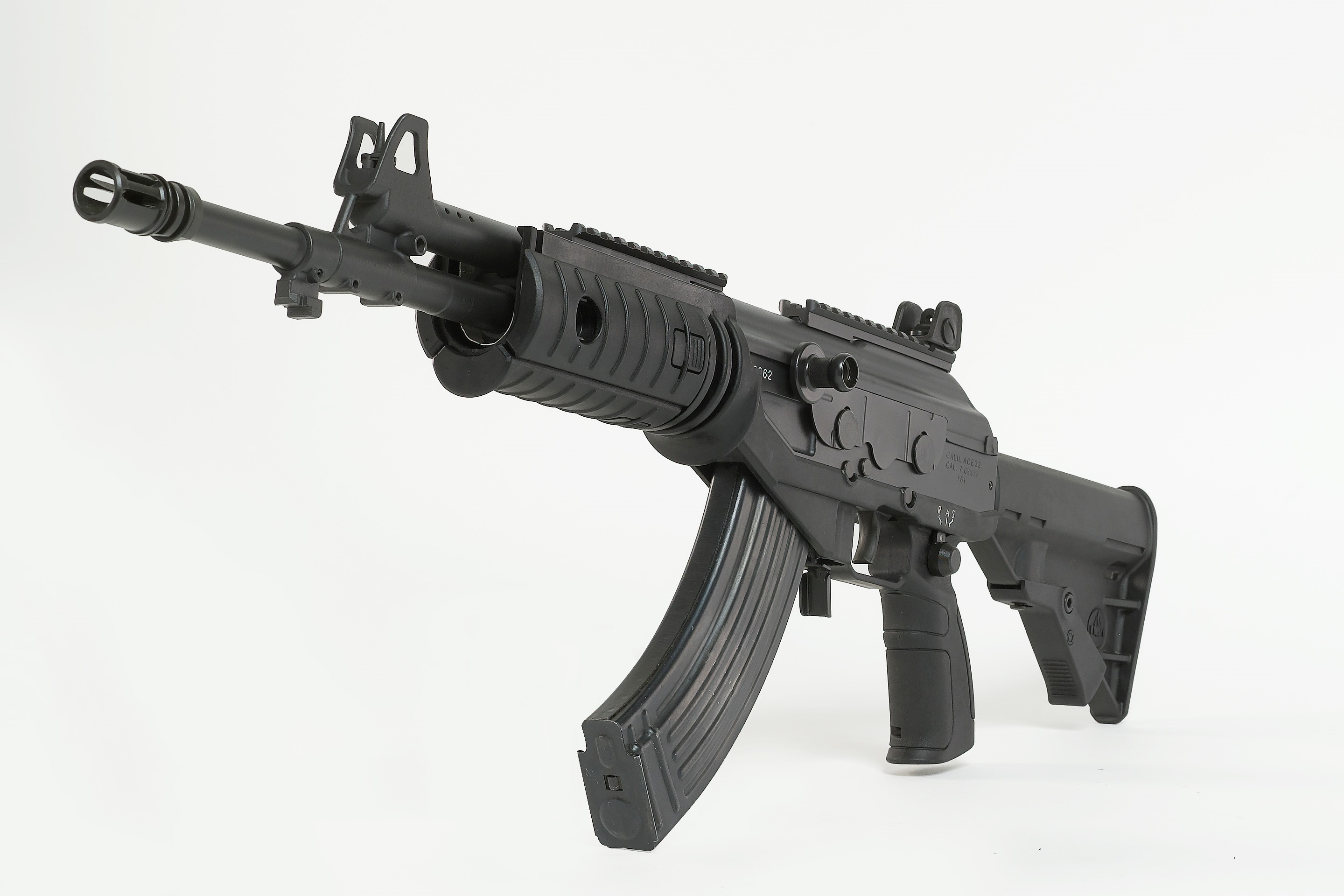
ACE 32 in 7,62 x 39 mm mit AK-Magazin

## Nutzerstaaten
- Chile[1]
- Elfenbeinküste
- El Salvador
- Guatemala
- Haiti
- Honduras
- Kamerun
- Kolumbien[1]
- Laos
- Mexiko
- Nigeria
- Peru[1]
- Philippinen
- Sambia
- Südsudan
- Thailand
- Tschad
- Uganda

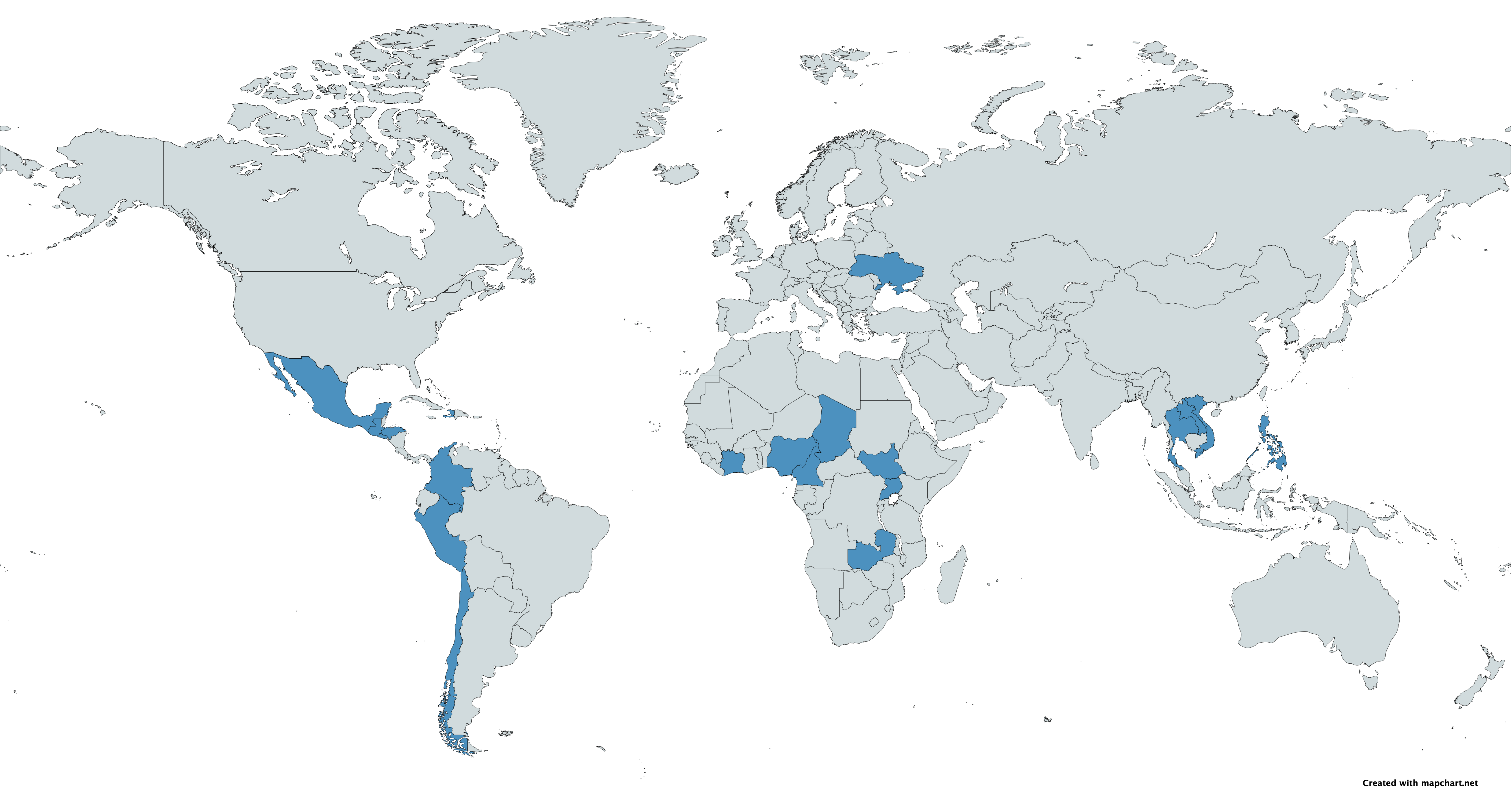
Nutzerstaaten des IWI ACE

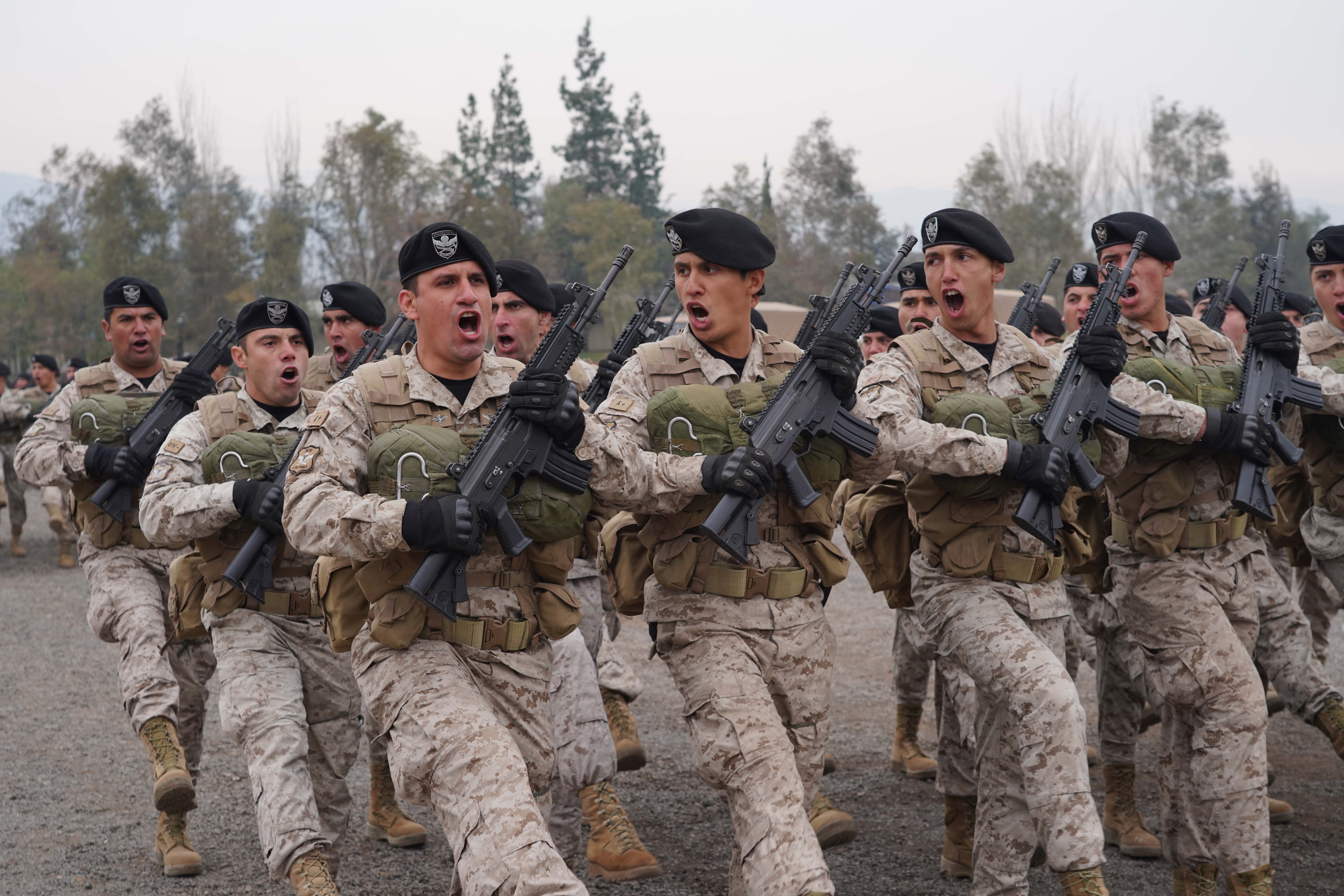
Mitglieder einer chilenischen Spezialeinheit mit einem Galil ACE-N22

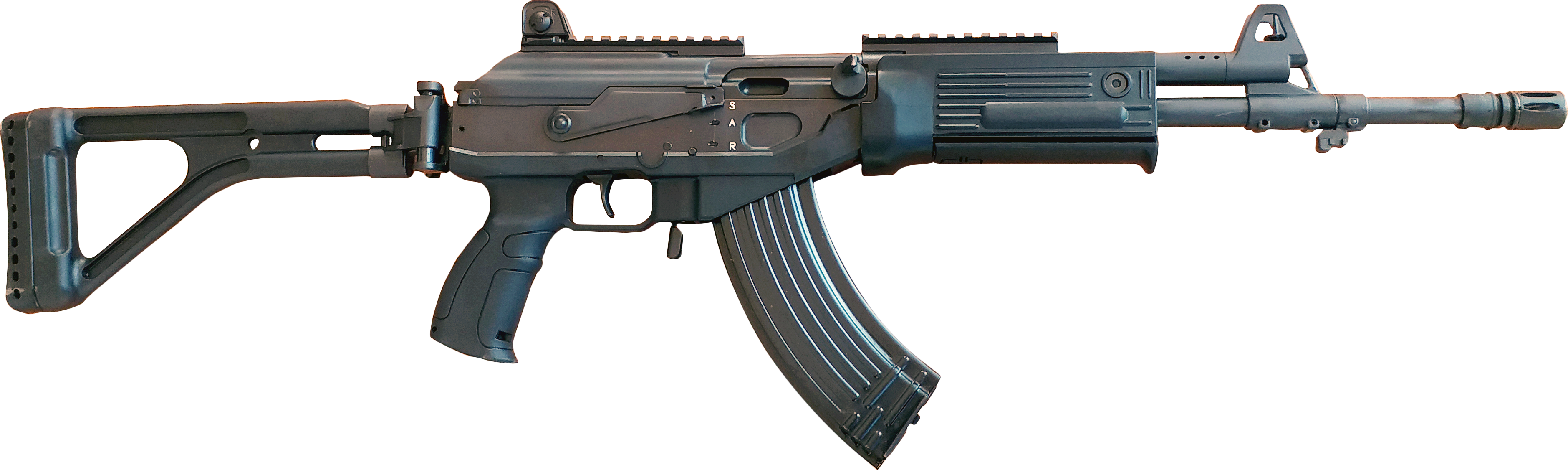
Vietnamesischer Lizenznachbau STV-380

- Ukraine[1] (Lizenznachbau als Fort 227 bzw. Fort 228)
- Vietnam [1]